# Danièle Gaubert
Danièle Gaubert (Nuars, 9 de agosto de 1943-Marsella, 3 de noviembre de 1987), también escrito Danielle Gaubert, fue una actriz francesa.
Nacida en Nuars, fue descubierta a los 16 años por Claude Autant-Lara, quien la eligió para la película Les Régates de San Francisco, y poco después apareció en varias producciones alemanas e italianas, incluida Flight from Ashiya (1964),  La Louve solitaire (1968), Camille 2000 (1969) y Underground (1970). En 1963 se casó con Radhamés Trujillo Martínez, hijo del dictador dominicano Rafael Leónidas Trujillo, pero se divorciaron en 1968.
Durante el rodaje de su última película Snow Job, conoció al campeón de esquí Jean-Claude Killy, con quien se casó en 1972. Dejó el mundo del espectáculo y tuvo una hija. A la edad de 44 años, ella murió de cáncer.

## Filmografía
- 1959: Les Régates de San Francisco: Lidia.
- 1960: Terrain vague: Dan.
- 1961: Napoléon II, l'Aiglon: Thérèse Pêche.
- 1961: Vive Henri IV... vive l'amour: Charlotte De Montmorency.
- 1961: Le Pavé de Paris: Arlette.
- 1962: Der Zigeunerbaron: Saffi.
- 1962: Una storia milanese: Valeria.
- 1963: Das große Liebesspiel : La francesa.
- 1963: Begegnung in Salzburg: Manuela.
- 1964: Flight from Ashiya: Leila.
- 1967: Le Grand Dadais: Emmanuelle.
- 1968: Paris n'existe pas: Angela.
- 1968: La Louve solitaire: Françoise
- 1969: Camille 2000: Marguerite Gautier.
- 1969: Come, quando, perché: Paola.
- 1970: Underground: Yvonne.
- 1972: Snow Job: Monica Scotti.